# گروه خبری

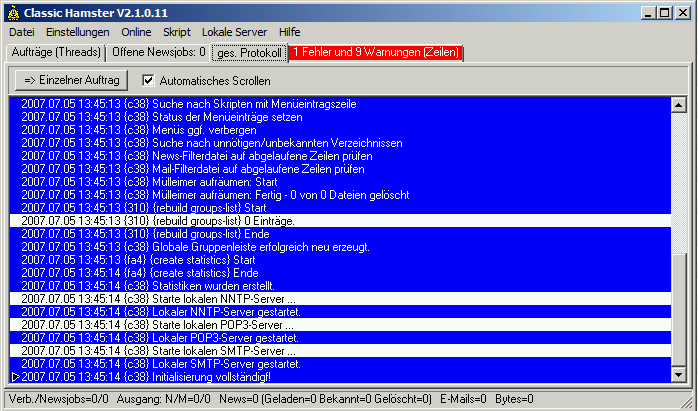
اسکرین شات از همستر کلاسیک

گروه‌های خبری، از نظر کاربرد، چیزی شبیه به تالار گفتگو هستند که در آن خبرها، نظرها، فایل‌ها و نظایر آن فرستاده می‌شود و کاربران با استفاده از نرم‌افزار خبرخوان(به انگلیسی: News_reader) می‌توانند این خبرها را مشاهده کنند. بدون نرم‌افزار خبرخوان هم می‌توان خبرهای گروه‌های مختلف را یک جا مشاهده کرد ولی استفاده از این نرم‌افزار، کمک می‌کند تا فرد فقط اخبار را از گروه‌های دلخواه که در آن عضو شده‌است دریافت کند.
گروه خبری، چیزی جدا از وب است. در واقع، گروه خبری، یک سرویس است که بسیار قبل از اختراع وب، تقریباً از ابتدای ظهور اینترنت، ارائه شده‌است. پروتکلی که گروه خبری استفاده می‌کند «پروتکل انتقال اخبار روی شبکه» (به انگلیسی: Network News Transfer Protocol، به‌طور مخفف NNTP) نام دارد.

## گروه خبری دودویی
نوعی از گروه خبری، گروه خبری دودویی نام دارد. در گروه خبری دودویی، علاوه بر متنی که ارسال می‌شود، فایل‌های مختلف هم قابل ضمیمه شدن است و از این رو گروه خبری از حالت فقط متنی خارج می‌شود.

## گروه خبری مدیریت شده
در گروه خبری مدیریت شده شخص یا اشخاصی مسئول مدیریت محتوای ارسال شده توسط دیگران به تمام گروه هستند و آن را تأیید یا رد می‌کنند. اولین گروه خبری مدیریت شده در سال ۱۹۸۴ پدید آمد.